# Bauke Muller

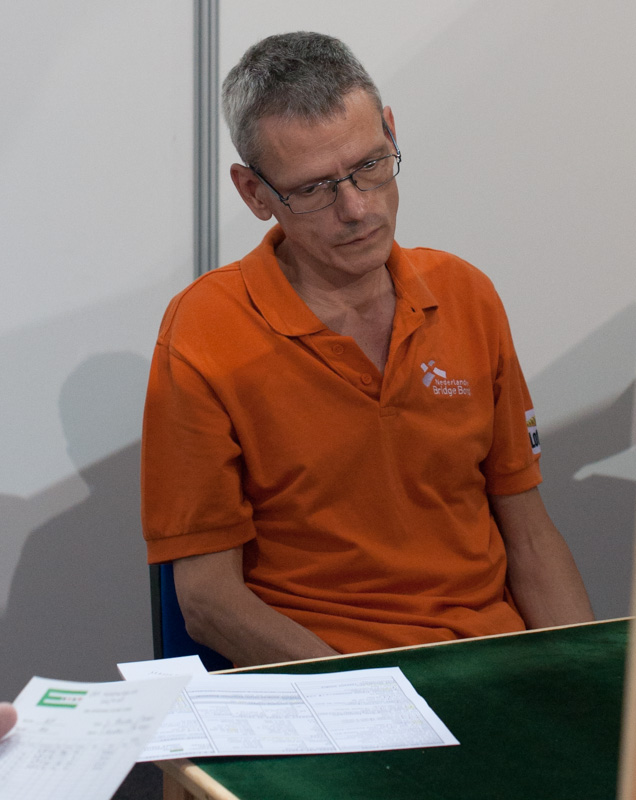
Bauke Muller

Bauke Muller (17 februari 1962) is een Nederlands bridgespeler.
Muller werd wereldkampioen Open Teams (Bermuda Bowl) in Santiago de Chile in 1993 en Europees kampioen Open Teams in 2005 op Tenerife, in 2009 in Sanremo, in 2017 in Montecatini en in 2022 op Madeira. In eigen land won hij in 2011 opnieuw de Bermuda Bowl op het in Veldhoven gehouden wereldkampioenschap. Hij won acht landstitels met B.C. ’t Onstein, drie met B.C. De Lombard en vier met Modalfa de meeste titels op naam van 1 speler.
Muller speelt al meer dan 20 jaar in een partnership met Simon de Wijs; zijn eerste wereldtitel en de eerste vier landstitels speelde hij in een partnership met Wubbo de Boer. 